# Pasi Peukan Baro
Pasi Peukan Baro is een bestuurslaag in het regentschap Pidie van de provincie Atjeh, Indonesië. Pasi Peukan Baro telt 439 inwoners (volkstelling 2010).